# Staroměstská (métro de Prague)
Staroměstská est une station de métro à Prague, en Tchéquie. Située sur la ligne A du métro de Prague entre Malostranská et Můstek, elle est ouverte depuis le 12 août 1978.